# Chvaleč
Chvaleč (deutsch Qualisch) ist eine Gemeinde in Tschechien. Sie liegt elf Kilometer nordöstlich von Trutnov an der Grenze zu Polen und gehört zum Okres Trutnov.

## Geographie

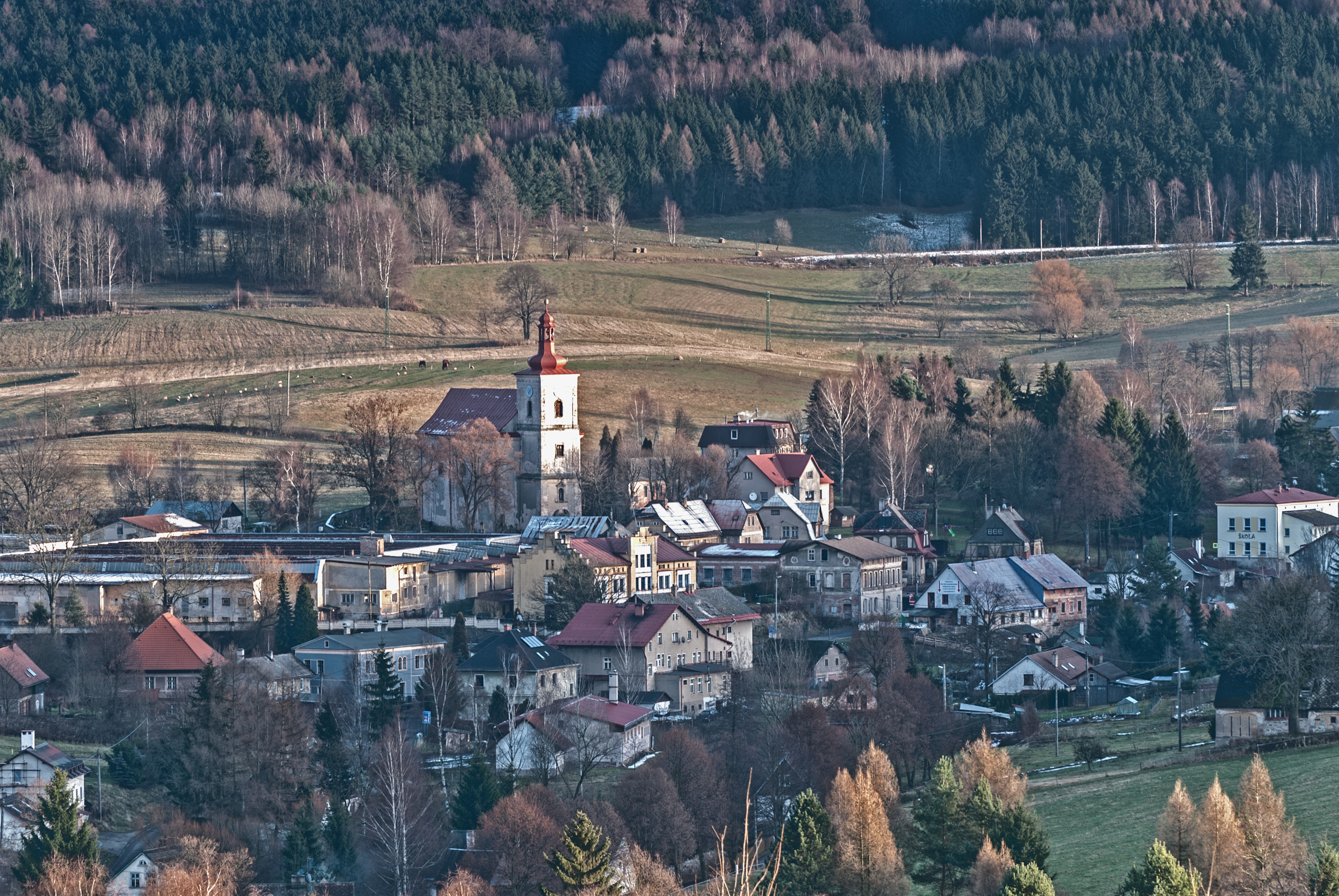
Chvaleč

Chvaleč befindet sich im Norden des Habichtsgebirges am Fuße der Závora (Qualischer Riegel) im Tal des Baches Chvalečský potok. Östlich erhebt sich die Krupná hora (705 m), im Südosten das Přední Hradiště (710 m) und im Nordwesten der Węglarz (567 m). Zwischen Petříkovice und Okrzeszyn besteht ein Grenzübergang für den kleinen Grenzverkehr. Südwestlich liegt die stillgelegte Steinkohlenzeche Celestin.
Nachbarorte sind Okrzeszyn und Uniemyśl im Norden, Horní Adršpach im Nordosten, Hodkovice im Osten, Janovice im Südosten, Radvanice, Studénka und Slavětín im Süden, Lhota und Bezděkov im Südwesten sowie Petříkovice im Westen.

## Geschichte
Die erste urkundliche Erwähnung von Qualisdorph stammt aus dem Jahre 1329. Ab der Mitte des 19. Jahrhunderts bildete Qualisch eine Gemeinde im Gerichtsbezirk Trautenau.
Zwischen 1850 und 1870 bildete Slatin / Slavětín einen Ortsteil von Qualisch. Danach löste sich das Dorf los und bildete eine eigene Gemeinde.

## Gemeindegliederung
Die Gemeinde Chvaleč besteht aus den Ortsteilen Chvaleč (Qualisch) und Petříkovice (Petersdorf).

## Sehenswürdigkeiten
- Kirche Jakobus des Älteren, erbaut 1706
- Kapelle in Petříkovice
- Denkmal für Ladislav Opočenský in Petříkovice
- gezimmerte Chaluppe

## Persönlichkeiten
- Gerhard Hoffmann (1887–1969), in Qualisch geborener Offizier, General der Luftwaffe